# Kevin Bacon
Kevin Norwood Bacon (Philadelphia (Pennsylvania), 8 juli 1958) is een Amerikaans filmacteur. Hij won een Golden Globe voor zijn rol in Taking Chance. Verder won hij meer dan 15 andere acteerprijzen, waaronder een Blockbuster Entertainment Award voor Hollow Man.
Bacon kreeg in 2003 een ster op de Hollywood Walk of Fame.

## Biografie
Bacon maakte zijn filmdebuut in Animal House van John Landis, waarin hij Chip Diller speelde.
Hij trouwde in 1988 met actrice Kyra Sedgwick, die hij op de set van Lemon Sky ontmoette. Samen kregen ze in 1989 zoon Travis en in 1992 dochter Sosie die later ook actrice werd. Naast het acteren speelt Bacon samen met zijn broer Michael in de band Bacon Brothers, die verschillende albums uitbracht.

## Bacongetal
Het Bacongetal is gebaseerd op de theorie van six degrees of separation. In spelvorm moet elke acteur of zich binnen zes stappen met Kevin Bacon kunnen verbinden. Het idee is dat elke acteur of actrice in via zes films met Kevin Bacon verbonden is. Bacon zelf heeft Bacongetal 0. Acteurs of actrices die met Bacon in een film speelden krijgen het Bacongetal 1. Zij die niet met Bacon speelden maar wel met een acteur of actrice met Bacongetal 1 krijgen Bacongetal 2, enzovoort. Op de website The Oracle of Bacon kan men het Bacongetal van een acteur of actrice bepalen. Bijvoorbeeld:
- Mickey Rourke speelde met Kevin Bacon in Diner (1982). Het Bacongetal van Mickey Rourke is 1.
- Jan Decleir, Gene Bervoets, Mike Verdrengh, Axel Daeseleire en Hilde Van Mieghem speelden met Mickey Rourke in Shades (1999). Zij hebben Bacongetal 2.
- Herbert Flack heeft Bacongetal 3. Hij speelde onder meer met Jan Decleir (Bacongetal 2) en met Sylvia Kristel (ook Bacongetal 2) in Film 1 uit 1999.
- Toon Hermans heeft ook Bacongetal 3. Hermans speelde een rol in Moutarde van Sonansee (1958) met Johan te Slaa. Die speelde een rolletje in A Bridge Too Far (1977), waarin ook Maximilian Schell acteerde. En Schell was met Kevin Bacon te zien in Telling Lies in America (1997).

Het Bacongetal is bedacht naar analogie van het het Erdősgetal waarbij elke wetenschapper kan bepalen in hoeverre deze middels wetenschappelijke publicaties verbonden is met de Hongaarse wiskundige Paul Erdős. Enkele mensen hebben zowel een Erdősgetal als een Bacongetal. Het Erdős–Bacongetal is de som van die twee en geeft een link tussen de wiskundige Paul Erdős en de acteur Kevin Bacon. Carl Sagan heeft bijvoorbeeld Erdős–Bacongetal 6 (zijn Erdősgetal is 4 en zijn Bacongetal is 2).

## Trivia
- In 1995 richtte Kevin Bacon samen met zijn broer Michael Bacon de band BaconBrothers op. Samen brachten ze zes albums uit.
- Bacon is een van de slachtoffers van de miljardenfraude van Bernard Madoff.[2]